# Yentl (film)
Yentl is een muziekfilm uit 1983, gebaseerd op het toneelstuk Yentl van Isaac Bashevis Singer (1975), dat op zijn beurt is gebaseerd op Singers korte verhaal Yentl the Yeshiva Boy.
De film is geregisseerd door Barbra Streisand en zij vertolkt tevens de hoofdrol. Streisand zingt onder meer de nummers Papa, Can You Hear Me? en The Way He Makes Me Feel.
De film won een Oscar voor Beste oorspronkelijke muziek en twee Golden Globes (Beste komedie/musical speelfilm en Beste regisseur). Hiermee was Barbra Streisand de eerste vrouw die de Golden Globe voor beste regisseur won.

## Verhaal
Yentl Mendel (Barbra Streisand) is een joods meisje dat is opgegroeid in Pechev (Polen) rond 1900. Haar vader, Rebbe Mendel (Nehemiah Persoff), onderwijst haar in het geheim in de Talmoed, hoewel de bestudering daarvan voor vrouwen niet is toegestaan.
Nadat haar vader is overleden, besluit Yentl zich als man te verkleden, de naam Anshel aan te nemen en te gaan studeren aan een Joodse religieuze Talmoedschool (een Jesjiva). Hier raakt ze bevriend met Avigdor (Mandy Patinkin) en ontmoet ze zijn verloofde, Hadass (Amy Irving). Yentl wordt verliefd op Avigdor, maar kan dat niet laten merken.
Nadat Avigdors broer zelfmoord heeft gepleegd, zegt Hadass' familie de bruiloft van Avigdor en Hadass af. Ze willen dat Anshel (oftewel Yentl) met Hadass trouwt, die intussen verliefd op Anshel begint te worden. Avigdor dringt er bij Anshel op aan om met Hadass te trouwen, door het afgezegde huwelijk maakt zij weinig kans op een andere huwelijkspartner. De voorbereidingen voor het huwelijk worden getroffen en Anshel trouwt daadwerkelijk met Hadass.
Pas na het huwelijk biecht Anshel aan Avigdor op dat zij eigenlijk een vrouw is en dat zij verliefd op hem is. Avigdor stelt haar, na de eerste schok, voor om te trouwen, maar zij weigert, omdat zij dan haar studie op zou moeten geven. Yentl verlaat Polen en gaat naar Amerika. Avigdor trouwt alsnog met Hadass.

## Thema's
In de patriarchale, joods-orthodoxe wereld waarin Yentl opgroeit, is het onmogelijk om als vrouw te studeren. Yentls talenten, nieuwsgierigheid, intellectualiteit en ambitie worden beschouwd als mannelijke eigenschappen. De enige mogelijkheid voor haar om toch te studeren, is het verbergen van haar gender, haar sekse, een deel van haar identiteit. Dit leidt tot een ontdekkingstocht naar zelfinzicht, waarbij zij zich ontworstelt aan traditionele opvattingen over gender en seksuele identiteit.
Yentls strijd tegen sociale verwachtingen en haar omkering van de traditionele gender-rol, gaat verregaand in tegen diepgewortelde religieuze grenzen, vooral als Yentl met Hadass trouwt. Daarvoor heeft zij enkel het uiterlijk van een man aangenomen en de studiemogelijkheden gebruikt. Maar na het huwelijk leeft zij, als echtgenoot, in meerdere facetten het leven van een man. Het raakt nu niet alleen sociaal en religieus gezien haar identiteit als vrouw, maar ook persoonlijk en seksueel.
In het oorspronkelijke verhaal van Singer, leidt de botsing tussen het natuurlijke gegeven van de sekse en karakter/intelligentie/talent aan de ene kant en de sociale en religieuze beperkingen aan de andere kant, tot een leven in pijn, vervreemding en bedrog. Na het stuklopen van haar huwelijk blijft Yentl vastzitten in haar vermomming en door haar afwijzing van een normaal leven, vindt zij geen plek meer in de samenleving.
In Streisands film wordt Yentls strijd tegen vaste verwachtingen, inperking en een vastomschreven invulling van gender en seksualiteit, gezien als een deugd. Hoewel zij moeilijke keuzes moet maken en veel moet opofferen (waaronder haar liefde voor Avigdor), blijft zij trouw aan zichzelf en is zij uiteindelijk in staat om haar dromen waar te maken, te studeren, onafhankelijk te zijn en eigenwaarde te ontwikkelen. In de film vertrekt Yentl naar Amerika, waar zij nieuwe kansen en mogelijkheden hoopt te vinden. De suggestie is dat zij daar vrouwelijkheid en studie kan combineren.

## Productie
Barbra Streisand las het verhaal Yentl: The Yeshiva Boy van Nobelprijs-winnaar Isaac Singer in 1968 en kocht de filmrechten in 1969. Zij wilde zelf de hoofdrol spelen. Ivan Passer, die de film zou moeten gaan regisseren, vond haar echter te oud voor de rol (zij was toen 27). De film kwam niet van de grond en in 1976 vond zij zichzelf ook te oud geworden en besloot de film zelf te regisseren. In 1978 stelden Streisands vrienden Alan en Marilyn Bergman voor om er een muziekfilm van te maken, dat zou haar wellicht toch geschikt maken voor de hoofdrol.
Jon Peters besloot de productie op zich te nemen, nadat hij haar als man verkleed had gezien. Streisand veranderde de leeftijd van het personage Yentl van 16 in 26. In 1979 kwam zij met Orion Pictures overeen dat zij de film zou regisseren en de titelrol zou spelen. Haar vrienden Joan Marshall Ashby en Jon Peters zouden de film co-produceren. Barbra Streisand verdiepte zich grondig in het jodendom, de rituelen, de Thora en sprak met vele rabbi's. Rabbi Lapin werd aangesteld als adviseur voor de film.
De film werd door Orion Pictures aangekondigd voor 1980 en Streisand ging naar Praag om locaties te vinden. Door een grote financiële tegenslag, werd de film echter door Orion Pictures afgelast. 
Pas in 1982, 13 jaar nadat de filmrechten waren verworven en na 20 scriptversies, begon de productie in de Lee International Studios in Londen, na het samengaan van United Artists met MGM. Het budget van Yentl was 14,5 miljoen dollar. De opnames waren klaar in oktober 1982. Het budget was met 1,5 miljoen dollar overschreden, wat Streisand, zoals vastgelegd in het contract, zelf moest bijleggen.
De film werd opgenomen in Praag, New York, Liverpool en Žatec (Tsjecho-Slowakije).

## Rolverdeling
| Acteur           | Personage             |
| ---------------- | --------------------- |
| Barbra Streisand | Yentl Mendel          |
| Mandy Patinkin   | Avigdor               |
| Amy Irving       | Hadass Vishkower      |
| Nehemiah Persoff | Rebbe Mendel ('papa') |
| Steven Hill      | Reb Alter Vishkower   |
| Allan Corduner   | Shimmele              |
| Miriam Margolyes | Sarah                 |

## Muziek
1. Where Is It Written?
2. Papa, Can You Hear Me?
3. This Is One Of Those Moments
4. No Wonder
5. The Way He Makes Me Feel
6. No Wonder (Part Two)
7. Tomorrow Night
8. Will Someone Ever Look at Me That Way?
9. No Matter What Happens
10. No Wonder (Reprise)
11. A Piece of Sky
12. The Way He Makes Me Feel
13. No Matter What Happens

## Prijzen
De film Yentl kreeg in 1984 vijf Oscarnominaties, waaronder: Beste vrouwelijke bijrol (voor Amy Irving), Beste aankleding van de set (voor Roy Walker, Leslie Tomkins en Tessa Davies) en Beste oorspronkelijke muziek (voor Michel Legrand, Alan Bergman en Marilyn Bergman). Deze laatste Oscar wonnen zij.
De film werd genomineerd voor zes Golden Globes. Hij won er twee (Beste komedie/musical speelfilm en Beste regisseur). Streisand was hiermee de eerste vrouwelijke regisseur die laatstgenoemde prijs won.